# Bantarpanjang (Cimanggu)
Bantarpanjang is een bestuurslaag in het regentschap Cilacap van de provincie Midden-Java, Indonesië. Bantarpanjang telt 8820 inwoners (volkstelling 2010).